# Sejdić a Finci proti Bosně a Hercegovině

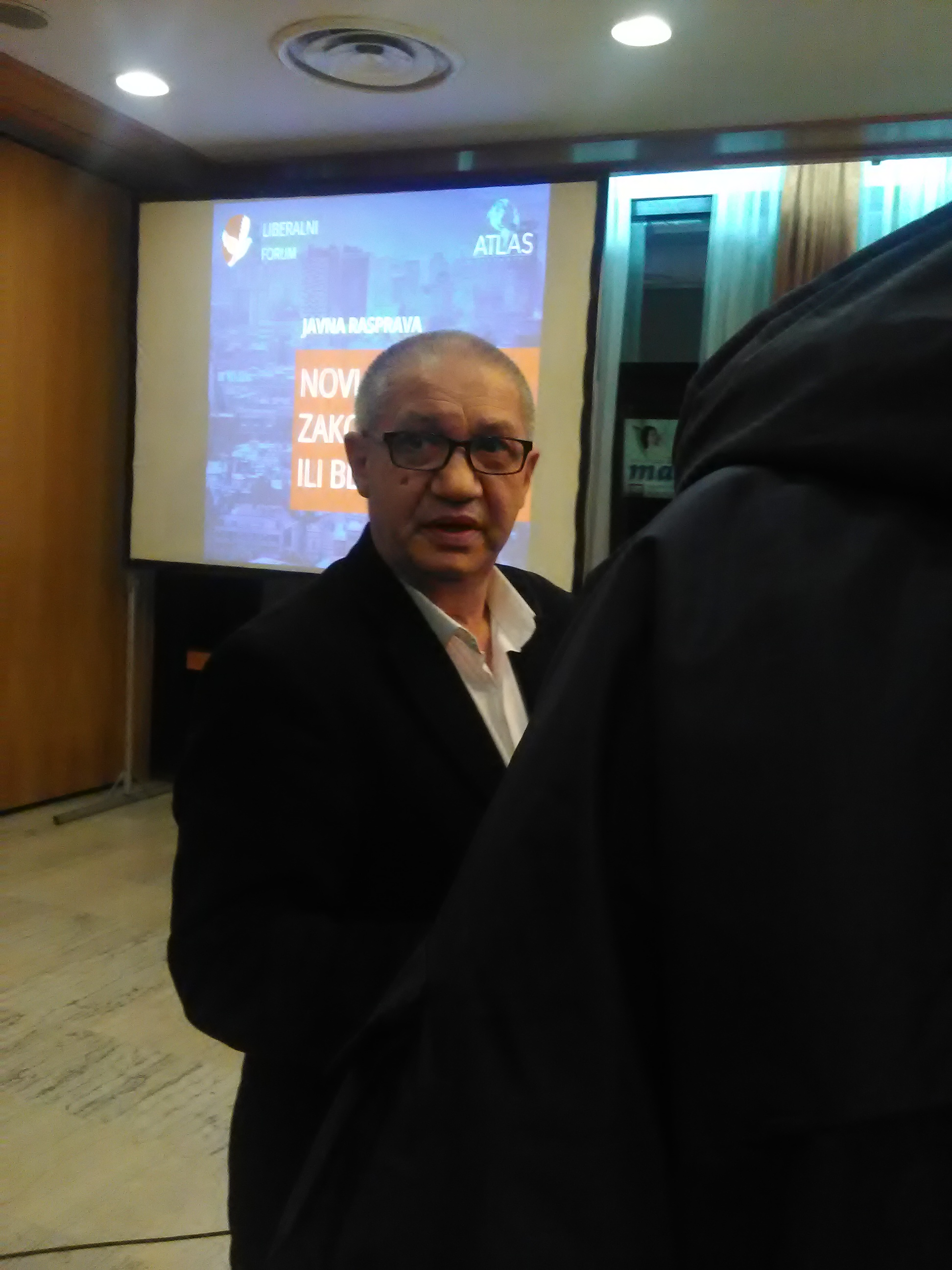
Dervo Sejdić

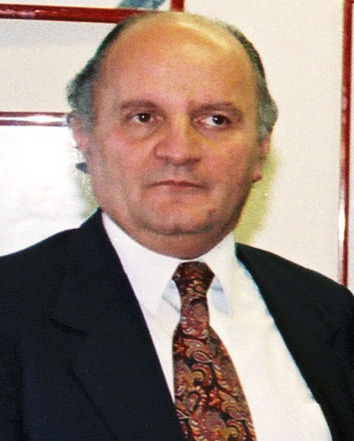
Jakob Finci

Sejdić a Finci proti Bosně a Hercegovině (27996/06 a 34836/06) je právní případ (vzniklý spojením dvou případů), který řešil Evropský soud pro lidská práva.

## Skutkové okolnosti
Podle bosenské ústavy, která byla v Bosně a Hercegovině vyhlášena po bosenské válce v roce 1995 v rámci Daytonské dohody, je hlavou státu trojčlenný kolektivní orgán. Každé ze tří míst musí být obsazeno příslušníkem jedné ze tří hlavních etnických skupin v Bosně a Hercegovině: Srbů, Chorvatů a Bosňáků. Jednu ze stížností podal Dervo Sejdić, který je příslušníkem romské národnosti, tudíž jeho národ nemůže být v rámci kolektivního orgánu zastoupen. Druhou stížnost se stejnou podstatou podal Jakob Finci, bosenský Žid.

## Proces u Evropského soudu pro lidská práva
Stížnosti byly podány v roce 2006. Případ se dostal až k Velkému Senátu. Rozsudek byl vydán v prosinci 2009.
Soud uznal, že Bosna a Hercegovina porušuje článek 14 Úmluvy o ochraně lidských práv a základních svobod, který zakazuje diskriminaci, ve spojení s článkem 3 protokolu č. 1, který garantuje svobodné volby a článkem 1 protokolu č. 12, který zakazuje diskriminaci obecně. V případě porušení protokolu č. 1 hlasovalo 14 soudců pro, 3 byli proti. V případě protokolu č. 12 to bylo 16 ku 1.
V roce 2011 bosenský parlament začal připravovat ústavní změny, který by braly v potaz rozsudek ve věci Sejdić a Finci proti Bosně a Hercegovině, do dnešního dne ovšem k žádným změnám nedošlo.